# Linia kolejowa Neustadt – Herzberg
Linia kolejowa Neustadt – Herzberg – jednotorowa, niezelektryfikowana linia kolejowa w kraju związkowym Brandenburgia, w Niemczech. Łączy Neustadt (Dosse) przez Neuruppin z Herzberg (Mark).